# Marib
Pour la rivière d'Éthiopie, voir Mareb (rivière).
Marib (en arabe : مأرب) ou Ma'rib est une ville du Yémen, capitale du gouvernorat de Ma'rib, située à 120 km à l'est de la capitale moderne du pays, Sanaa. Sa population est en constante augmentation depuis le début de la guerre civile yéménite en 2014. Depuis le début de l'année 2021, la ville est assiégée par les forces rebelles houthis.
Selon la Bible et la tradition musulmane, Marib était la capitale du royaume antique de Saba. 
Marib est le point de départ de l'oléoduc Marib-Ra's Isa.

## Histoire

### Antiquité
Marib est une zone peuplée depuis au moins le IIIe millénaire av. J.-C., comme l'atteste l'étude géologique des ouvrages hydrauliques construits à proximité de l'ancienne ville.
Au départ une simple barrière constituée de boue et de petites pierres, ce système a permis l'irrigation des terres environnantes et leur exploitation agricole. Au fil des siècles, l'architecture et l'ingénierie du barrage ont évolué jusqu'à devenir une imposante digue de 650 mètres de long, 20 mètres d'épaisseur et 15 mètres de haut.
Une des plus anciennes inscriptions relevées sur les ruines du barrage est celle d'un roi sabéen au VIIIe siècle avant notre ère. Le royaume de Saba, issu de l'agrandissement des tribus venues du Sayhad désertique, prospère rapidement grâce au commerce engendré par le passage sur son territoire de la route de l'encens. Marib était alors une des plus grandes cités de l'Arabie pré-islamique, et la capitale d'un royaume influent.

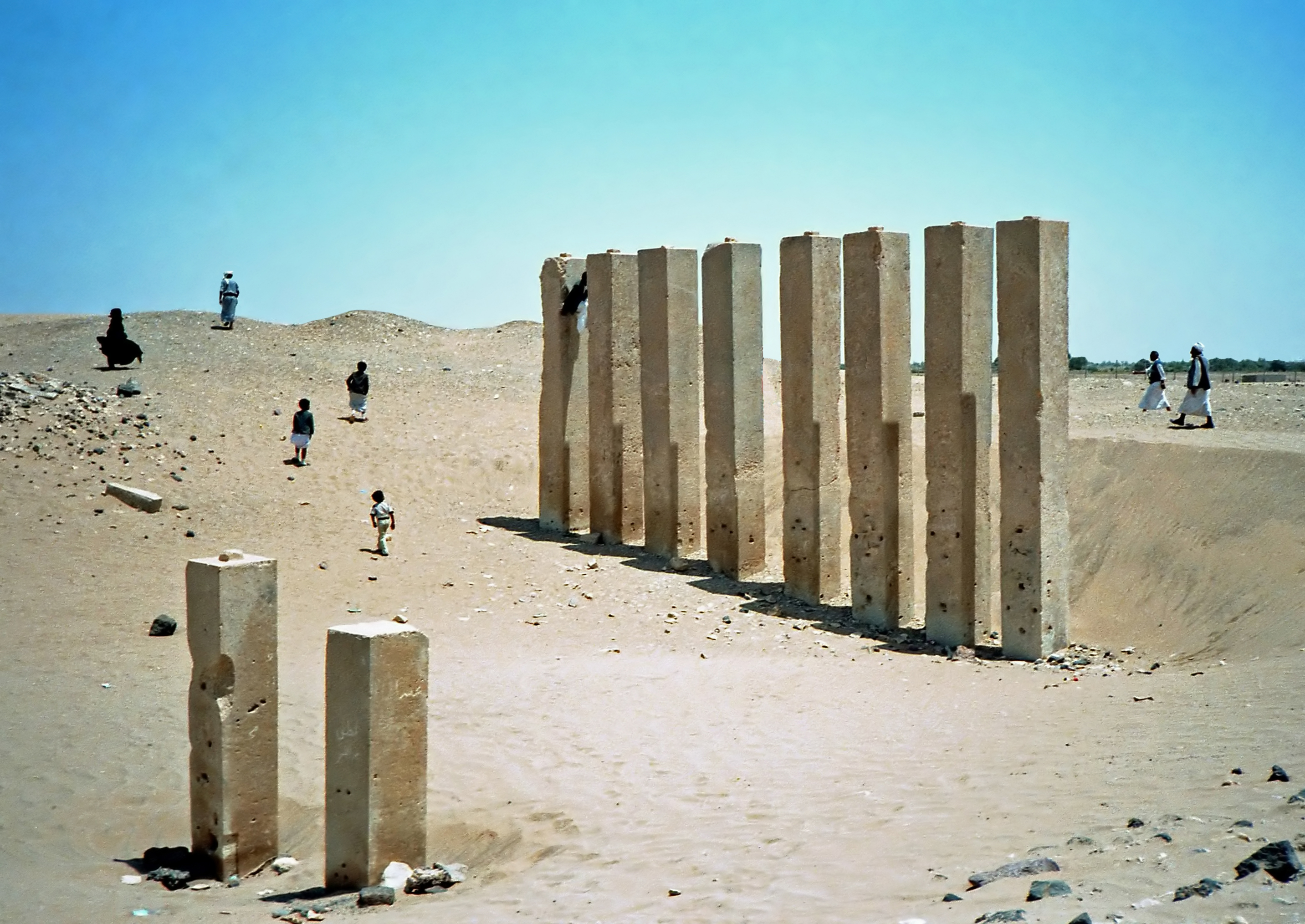
Ruines du Mahram Bilqis ou temple d'Awam

Des fouilles menées au sud de la ville ont permis d'exhumer un temple vieux de 3 000 ans, nommé Mahram Bilqis. Selon les archéologues, il s'agit d'un site sacré utilisé par les pèlerins entre 1200 av. J.‑C. et 550. « Bilqis » étant l'un des noms qui est attribué à la reine de Saba par les sources islamiques, cette découverte pourrait constituer une preuve de l'existence de la mythique reine et confirmer l'ancienne ville de Marib comme la capitale de son royaume.
Les Romains entrent en contact avec Marib (latin Mariba) lors d'une expédition d'exploration menée sous Auguste par Caius Aelius Gallus. Les Sabéens étaient en contact avec tout le monde méditerranéen avant même que Rome ne soit bâtie. 
À cette époque, le peuple sabéen était connu comme le peuple le plus riche. Marib comportait alors environ 20 000 habitants et était plus étendue que Jérusalem qui faisait à cette époque 4 km2 environ.

### Époque contemporaine

#### Traité du 12 juin 2000
Ce traité concerne la redéfinition de la frontière entre l'Arabie saoudite et le Yémen, accordant la souveraineté de différentes zones, assez proches de Sanaa, au Yémen.

#### Attentat du 2 juillet 2007
Un attentat-suicide à la voiture piégée a été commis le 2 juillet 2007 contre un groupe de touristes qui visitaient le temple de la reine de Saba. L'explosion causa la mort de huit touristes espagnols et de deux guides yéménites. Le 8 août 2007, quatre membres d'Al-Qaïda soupçonnés d'avoir organisé l'attentat sont tués lors d'un raid des forces de sécurité yéménites,.

### Guerre civile yéménite (depuis 2014)
Selon les autorités locales, la population de la ville est passée d'environ 40 000 habitants au début de la guerre à plus de 1 500 000 en 2020. Des habitants de toutes les régions du Yémen se sont installés à Marib, attirés par sa réputation de gouvernorat le plus sûr parmi les zones non contrôlées par les Houthis.
Le 18 janvier 2020, un missile balistique et un drone visent une mosquée située dans un camp militaire près de Marib, faisant 116 morts et 148 blessés,. Bien que l'attaque n'ait pas été revendiquée, le gouvernement et la coalition menée par l'Arabie Saoudite en imputent la responsabilité aux rebelles.

#### Bataille de Marib (depuis 2021)
En février 2021, le conflit atteint les limites de la ville, assiégée par les rebelles. Durant plusieurs mois, la province de Ma'rib est le théâtre de violents affrontements. La position géographique de la ville, qui relie le Nord du pays au golfe d'Aden, est stratégique pour les différentes forces qui s'affrontent,,. À la fin du mois d'octobre 2021, Marib est presque totalement encerclée par les forces rebelles, à l'exception d'une route à l'est menant vers l’Hadramaout. Selon le journaliste Quentin Müller, il s'agit de l’unique voie d'approvisionnement en vivres et en armes pour les forces du gouvernement et de la coalition internationale,.

## Patrimoine culturel
Le 25 janvier 2023, le comité du patrimoine mondial de l'UNESCO réuni pour une session extraordinaire, inscrit au patrimoine mondial en péril la ville ancienne de Marib, les temples et les ouvrages hydrauliques de la période sabéenne.